# The Green Hornet (filme de 1994)
The Green Hornet (chinês: 青蜂俠)  é um filme de ação de Hong Kong, lançado em 1994, dirigido por Lam Ching-ying e estrelado por Chin Ka-lok. Lam Ching-Ying era um respeitado artista marcial e ator que era amigo de Bruce Lee. O filme serve como uma homenagem a Bruce Lee e à série de televisão The Green Hornet (conhecida como O Besouro Verde no Brasil), o herói titular é um personagem composto do Green Hornet e Kato (interpretado por Lee).
Em homenagem ao Green Hornet, o protagonista do filme, Dong adota o nome Green Hornet, mas se veste com o traje característico de Kato, incluindo a máscara de domino.

## Enredo
Inspirado pelos justiceiros do passado, Dong assume o manto do Green Hornet para continuar a luta contra o crime. Enquanto ele luta contra poderosas organizações criminosas, ele cruza o caminho de Tom, uma repórter determinada que não está apenas investigando a verdadeira identidade do justiceiro mascarado, mas também se envolve em sua cruzada de combate ao crime.

## Elenco
- Chin Ka-lok como Dong/Green Hornet
- Esther Kwan como Tom
- Lam Ching-ying como Tio